# Пам'ятник Івану Мазепі (Полтава)
Пам'ятник Івану Мазепі в Полтаві — пам'ятник українському гетьману Іванові Степановичу Мазепі, встановлений у Полтаві на Соборному майдані коло Свято-Успенського собору.
Полтавський пам'ятник Іванові Мазепі став першим на повний зріст не лише в Україні, а й у світі — до цього всі монументи Мазепі встановлювалися у вигляді погрудь.

## Історія

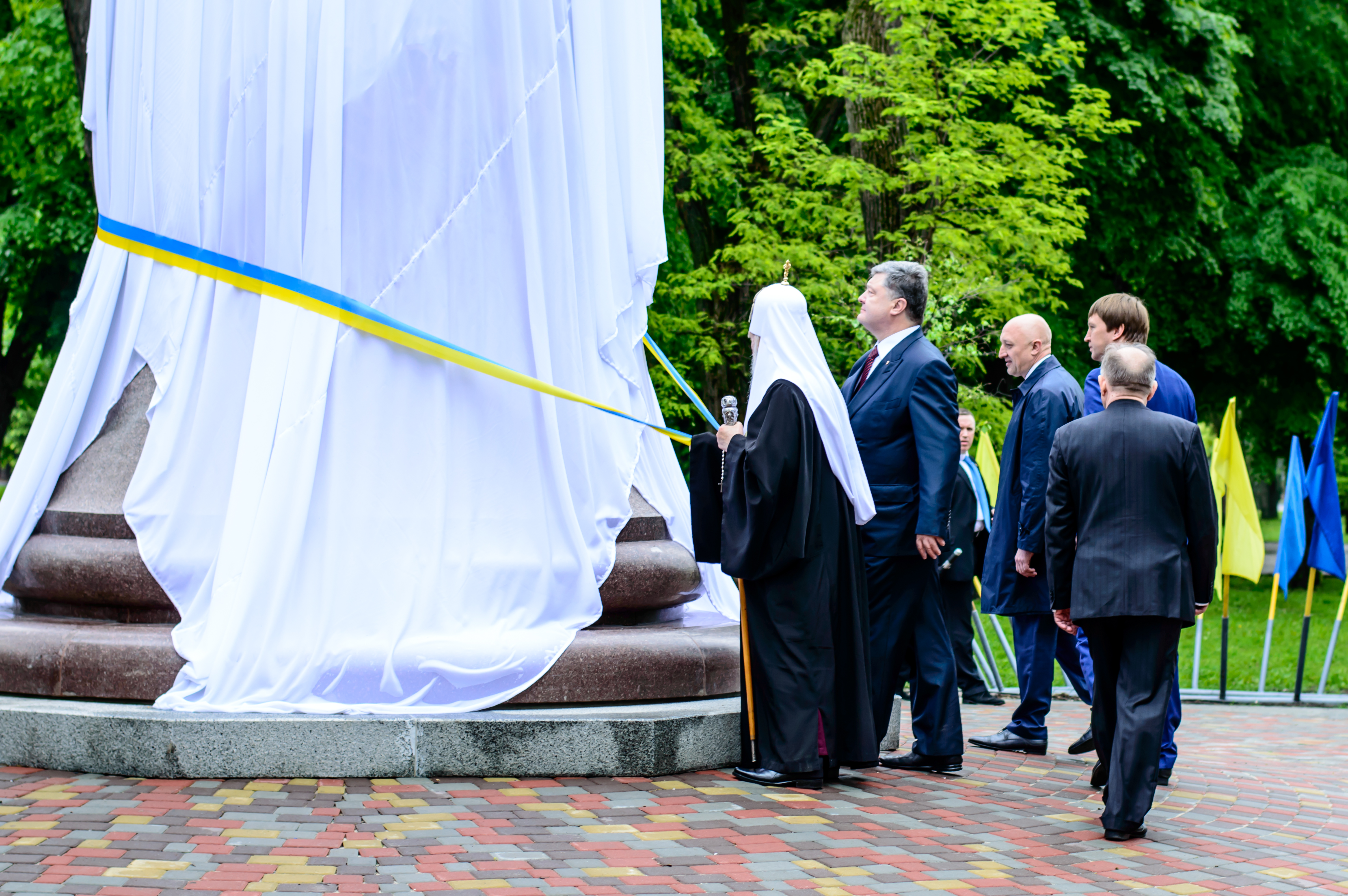
Церемонія відкриття пам'ятника за участі патріарха усія Русі Філарета, президента Петра Порошенка та голови ОДА Валерія Головка.

Ідею встановити пам'ятник Мазепі у Полтаві намагалися втілити з середини 2000-х рр. Ініціатором виступив голова Полтавського обласного об'єднання Всеукраїнського товариства «Просвіта» Микола Кульчинський, який зібрав кошти з усієї України і діаспори, однак найбільше пожертвували саме жителі Полтавщини.
Сприяти встановленню пам'ятників Мазепі вважав за свій обов'язок президент Віктор Ющенко. До 300-х роковин Полтавської битви він видав указ, за яким Україна мусила гідно вшанувати українсько-шведський союз.
Пам'ятник виготовили 2009 року і збиралися встановити на Покрову 14 жовтня того самого року. Та відкриттю перешкодила велика політика. Тодішній мер Полтави Андрій Матковський, який дуже запопадливо відзначав саме того року 300-річчя перемоги московських військ у Полтавській битві, зробив усе, щоб пам'ятник не встановили. Депутати Полтавської міської ради узгодили розміщення пам'ятника на Соборній площі, проте згодом міська влада запровадила мораторій на будівельні роботи на цій території, тому готовий монумент встановити не було де.
5 серпня 2010 полтавська організація ВО «Свобода» сповістила, що пам'ятник Мазепі у Полтаві може постати на подвір'ї приватного домогосподарства правозахисника Василя Ковальчука, але без постаменту.
Наступний мер Олександр Мамай теж чинив опір відкриттю. 7 лютого 2011 року колишній президент України Віктор Ющенко оголосив, що ініціював збір підписів на підтримку встановлення пам'ятника Мазепі у Полтаві. Проте міський голова Мамай заявив, що рішення про відкриття пам'ятника Мазепі — це політичне питання, і його повинно ухвалювати керівництво держави, а не міста, хоча 23 вересня 2013 він відкрив у Полтаві пам'ятник Ватутіну — радянському генералові, який відомий своїм далеко не теплим ставленням до українського народу.
Таким чином, питання доцільності встановлення пам'ятника Мазепі у Полтаві викликало чимало дискусій, які підігрівалися як мером Матковським, так і мером Мамаєм. Проте зі зростанням патріотичних настроїв у суспільстві ця ідея здобувала дедалі більше прибічників.
На встановлення пам'ятника гроші знову збирав Микола Кульчинський, одначе зібраних коштів не вистачило, щоб сплатити борги за виготовлення архітектурної форми. Різницю (320 тисяч гривень) покрив голова Полтавської ОДА Валерій Головко.
14 жовтня 2015 у Полтаві біля Свято-Успенського собору відбулося урочисте представлення громадськості перевезеного напередодні з Києва гетьмана у бронзі, приурочене до Дня захисника України та Дня українського козацтва. Перед багатолюдним натовпом полтавців архієпископ Полтавський і Кременчуцький Федір відслужив на честь Мазепи молебень. У церемонії також узяв участь нащадок гетьмана — Ігор Мазепа. Офіційне відкриття пам'ятника планувалося на цьому місці в листопаді 2015 після спорудження п'єдесталу. Рішення-дозвіл на встановлення від міськради було прийнято 25 лютого
На пам'ятник, окрім простих громадян, у різний час жертвували колишній президент Ющенко і його брат Петро, народний депутат Віктор Балога і співак Олег Скрипка, колишні голови полтавської ОДА Віктор Бугайчук і Валерій Головко.
Пам'ятник офіційно відкрито 7 травня 2016 року. На урочистостях, участь у яких узяли близько 2,5 тисяч людей, виступили Президент України Петро Порошенко та патріарх Київський Філарет.
Пам'ятник продовжив нелегку долю гетьмана: від самого моменту його встановлення він неодноразово ставав жертвою вандалізму.. В травні 2016-го монумент напередодні відкриття підривали гранатою пошкодивши п'єдестал. Пізніше вандали облили жовтою фарбою скульптуру і постамент. Міська рада відмовилася брати пам'ятник на баланс міста.  У травні 2017 року його взяла на баланс Обласна рада.

## Загальні відомості

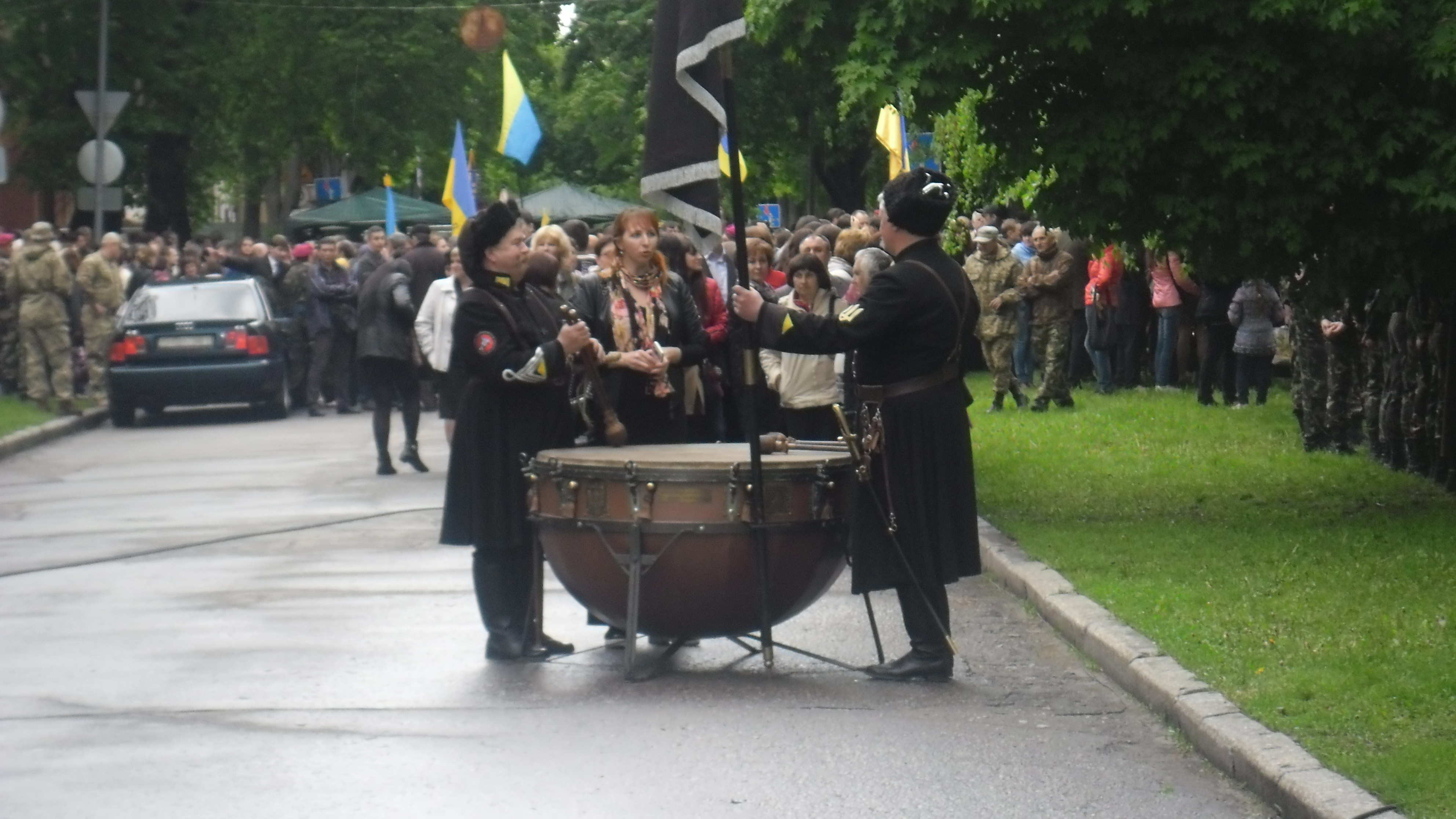
Фрагмент урочистостей під час відкриття пам'ятника

Пам'ятник Івану Мазепі стоїть на Соборному майдані біля Успенського собору.
Автори пам'ятника — скульптори Микола Білик і місцевий архітектор Віктор Шевченко.
Монумент важить 2,5 тонни, заввишки 3,20 м. Відлили його на пожертви благодійників. За шість років зберігання на задвірках Київського комбінату «Художник» бронзове литво окислилося й потребувало реставрації. Вартість литва разом із постаментом — 1 млн 300 тисяч ₴. Остаточна вартість склала 1 млн 760 тисяч ₴. Загальна висота пам'ятника з постаментом сягає 7 метрів, а вночі скульптура підсвічується.